# ジョセフ・クー
ジョセフ・クー (中国語: 顧嘉煇; 英語: Joseph Koo, 1933年2月3日 - 2023年1月3日) は、香港の映画音楽の作曲家、編曲家。

## 略歴
祖籍は江蘇省である。子供の頃に一家で広州から香港の九龍に移住したが、大変貧しく、音楽を独学で習得する。
懐かしの映画の主題歌をレパートリーとするナイトクラブの歌手兼演奏者をしていたところ、ショウ・ブラザーズの社長であったランラン・ショウに見出されて、彼の援助によりアメリカマサチューセッツ州ボストンのバークリー音楽大学に留学することが出来、1962年に同校を首席で卒業している。
留学中、彼はジャズやミュージカルや映画などの音楽を徹底的に研究し、また、演奏者たちとセッションを繰り返して、それらのエッセンスと空気を吸収したという。
帰国後、同社の作品と、同僚だったレイモンド・チョウらが独立して設立したゴールデンハーベストのサウンドトラックや、テレビ局TVBのドラマ主題歌などを数多く手がけ、若くして、華流映画音楽の売れっ子となる。
一方、1980年代にアジア圏内を巻き込んだ広東ポップブームの際は、数多くのヒット曲を手掛け、様々な人気歌手に曲を提供し、その一方自らも唄いヒットを飛ばすなどして「広東ポップのゴッドファーザー」と呼ばれた。
中でも作詞を手掛けた音楽家ジェームズ・ウォンとのコンビ作は映画などを通じて良く知られている。
後にカナダに移住し、かつてバンクーバーに住んでいた。
尚、ジャズピアニストの上原ひろみ（バークリー音楽大学の後輩にあたる）は、彼の作品群に影響を受けて「偉大な先輩に捧げる意味を込めて『カンフーワールドチャンピオン』を作曲した」と語っている
2023年1月3日、カナダ・バンクーバーの自宅にて死去。89歳没。

## 音楽作品
- ドラゴン危機一発 (1971年)
- ドラゴン怒りの鉄拳 (1972年)
- ドラゴンへの道 (1972年)
- A Fatal Agony (1974年)
- 書剣恩仇録 (1976年)
- Hotel (1976年)
- 近代豪俠伝 (1976年)
- The Great Vendetta (1977年)
- A House is Not a Home (1977年)
- Vanity Fair (1978年)
- 死亡遊戯 ※香港版(1978年)
- The Giants (1978年)
- 奮闘 (1978年)
- 天虹 (1979年)
- 抉擇 (1979年)
- The Good, the Bad and the Ugly (1979年)
- 風雲 (1980年)
- 上海グランド (1980年)
- The Brothers (1980年)
- Five Easy Pieces (1980年)
- 名剣 (1980年)
- 蜀山奇傅 天空の剣 (1983年)
- 男たちの挽歌 (1986年)
- 男たちの挽歌 II (1987年)
- テラコッタ・ウォリア 秦俑 (1990年)
- 射鵰英雄伝 (1994年)
- 圓月彎刀 (1994年)
- 皇家反千組 (1997年)
- 鹿鼎記 (1998年)
- Justice Sung II (1999年)
- Road to Eternity (1999年)
- Country Spirit (2001年)
- 洛神 (2002年)
- Better Halves (2003年)
- 歳月風雲 (2007年)
- 大藥坊 (2014年)